# Francia ai Giochi della X Olimpiade
La Francia partecipò ai Giochi della X Olimpiade, svoltisi a Los Angeles, negli Stati Uniti d'America, dal 30 luglio al 14 agosto 1932, con una delegazione di 103 atleti impegnati in tredici discipline.

## Medagliere

### Per discipline
| Sport              | Oro | Argento | Bronzo | Totale |
| ------------------ | --- | ------- | ------ | ------ |
| Sollevamento pesi  | 3   | 0       | 0      | 3      |
| Equitazione        | 2   | 1       | 0      | 3      |
| Scherma            | 2   | 1       | 0      | 3      |
| Ciclismo           | 1   | 2       | 1      | 4      |
| Lotta libera       | 1   | 0       | 0      | 1      |
| Vela               | 1   | 0       | 0      | 1      |
| Nuoto              | 0   | 1       | 0      | 1      |
| Atletica leggera   | 0   | 0       | 1      | 1      |
| Canottaggio        | 0   | 0       | 1      | 1      |
| Lotta greco-romana | 0   | 0       | 1      | 1      |
| Totale             | 10  | 5       | 4      | 19     |

### Medaglie
| Medaglia | Atleta                                                                                         | Sport              | Evento                          |
| -------- | ---------------------------------------------------------------------------------------------- | ------------------ | ------------------------------- |
| Oro      | Maurice Perrin Louis Chaillot                                                                  | Ciclismo           | Tandem                          |
| Oro      | Xavier Lesage                                                                                  | Equitazione        | Dressage individuale            |
| Oro      | Xavier Lesage Charles Marion André Jousseaume                                                  | Equitazione        | Dressage a squadre              |
| Oro      | Charles Pacôme                                                                                 | Lotta libera       | Pesi leggeri                    |
| Oro      | René Bondoux René Bougnol Philippe Cattiau Édouard Gardère René Lemoine Jean Piot              | Scherma            | Fioretto a squadre maschile     |
| Oro      | Georges Buchard Philippe Cattiau Fernand Jourdant Jean Piot Bernard Schmetz Georges Tainturier | Scherma            | Spada a squadre maschile        |
| Oro      | Raymond Suvigny                                                                                | Sollevamento pesi  | Pesi piuma                      |
| Oro      | René Duverger                                                                                  | Sollevamento pesi  | Pesi leggeri                    |
| Oro      | Louis Hostin                                                                                   | Sollevamento pesi  | Pesi massimi-leggeri            |
| Oro      | Jacques Lebrun                                                                                 | Vela               | Snowbird                        |
| Argento  | Louis Chaillot                                                                                 | Ciclismo           | Velocità individuale            |
| Argento  | Amédée Fournier René Le Grevès Henri Mouillefarine Paul Chocque                                | Ciclismo           | Inseguimento a squadre          |
| Argento  | Charles Marion                                                                                 | Equitazione        | Dressage individuale            |
| Argento  | Jean Taris                                                                                     | Nuoto              | 400 metri stile libero maschili |
| Argento  | Georges Buchard                                                                                | Scherma            | Spada individuale maschile      |
| Bronzo   | Paul Winter                                                                                    | Atletica leggera   | Lancio del disco maschile       |
| Bronzo   | André Giriat Ansèlme Brusa Pierre Brunet                                                       | Canottaggio        | Due con maschile                |
| Bronzo   | Charles Rampelberg                                                                             | Ciclismo           | Km da fermo                     |
| Bronzo   | Louis François                                                                                 | Lotta greco-romana | Pesi gallo                      |